# West Slope
West Slope az Amerikai Egyesült Államok északnyugati részén, Oregon állam Washington megyéjében, a Tualatin-hegyektől nyugatra, Raleigh Hillstől északkeletre és a 26-os úttól délre elhelyezkedő statisztikai település, valamint Portland külvárosa. A 2010. évi népszámláláskor 6554 lakosa volt. Területe 4,5 km², melynek 100%-a szárazföld.
2010-ben Beavertonhoz akarták csatolni. A tűzvédelemért és elsősegélyért a Tualatin Valley Fire and Rescue felel.

## Népesség

### 2010
A 2010-es népszámláláskor  6554 lakója, 2904 háztartása és 1686 családja volt. A népsűrűség 1456,4 fő/km2. A lakóegységek száma 3052, sűrűségük 678,2 db/km2. A lakosok 85,6%-a fehér, 1,9%-a afroamerikai, 0,4%-a indián, 4,3%-a ázsiai, 0,6%-a a Csendes-óceáni szigetekről származik, 2,8%-a egyéb, 4,4%-a pedig kettő vagy több etnikumú. A spanyol vagy latino származásúak aránya 6,7% (5% mexikói, 0,2% Puerto Ricó-i,  1,5% egyéb spanyol vagy latino származású.)
A háztartások 25,1%-ában élt 18 évnél fiatalabb. 45,4% házas, 9,2% egyedülálló nő, 3,5% egyedülálló férfi, 41,9% pedig nem család. 32,2% egyedül élt; 8,6%-uk 65 éves vagy idősebb. Egy háztartásban átlagosan 2,24 személy élt; a családok átlagmérete 2,86 fő.
A medián életkor 40,4 év volt. Lakóinak 22,4%-a 18 évesnél fiatalabb, 5,2% 18 és 24 év közötti, 29,5%-uk 25 és 44 év közötti, 29,5%-uk 45 és 64 év közötti, 13,4%-uk pedig 65 éves vagy idősebb. A lakosok 49,7%-a férfi, 50,3%-a pedig nő.

### 2000
A 2000-es népszámláláskor   6442 lakója, 2873 háztartása és 1643 családja volt. A népsűrűség 1437,7 fő/km2. A lakóegységek száma 3057, sűrűségük 682,3 db/km2. A lakosok 88,7%-a fehér, 1,44%-a afroamerikai, 0,7%-a indián, 4,3%-a ázsiai, 0,16%-a a Csendes-óceáni szigetekről származik, 2,22%-a egyéb-, 2,48%-a pedig kettő vagy több etnikumú. A spanyol vagy latino származásúak aránya 4,77% (3% mexikói, 0,2% Puerto Ricó-i, 0,2% kubai, 1,4% pedig egyéb spanyol/latino származású.)
A háztartások 26,2%-ában élt 18 évnél fiatalabb. 45,9% házas, 7,8% egyedülálló nő; 42,8% pedig nem család. 32,1% egyedül élt; 8,4%-uk 65 éves vagy idősebb. Egy háztartásban átlagosan 2,22 személy élt; a családok átlagmérete 2,85 fő.
Lakóinak 21,2%-a 18 évesnél fiatalabb, 8,5% 18 és 24 év közötti, 30,8%-uk 25 és 44 év közötti, 25,9%-uk 45 és 64 év közötti, 13,6%-uk pedig 65 éves vagy idősebb. A medián életkor 39 év volt. Minden 100 nőre 95,8 férfi jut; a 18 évnél idősebb nőknél ez az arány 95,8.
A háztartások medián bevétele 50 984 amerikai dollár, ez az érték családoknál $66 974. A férfiak medián keresete $46 232, míg a nőké $35 890. Az egy főre jutó bevétel (PCI) $32 514. A családok 6,8%-a, a teljes népesség 8,1%-a élt létminimum alatt; a 18 év alattiaknál ez a szám 10,1%, a 65 évnél idősebbeknél pedig 0,6%.

## Fordítás
Ez a szócikk részben vagy egészben  a   West Slope, Oregon című angol Wikipédia-szócikk ezen változatának fordításán alapul.  Az eredeti cikk szerkesztőit annak laptörténete sorolja fel. Ez a jelzés csupán a megfogalmazás eredetét és a szerzői jogokat jelzi, nem szolgál a cikkben szereplő információk forrásmegjelöléseként.